# Якуш, Сергей Евгеньевич
Серге́й Евге́ньевич Якуш (род. 8 декабря 1962, Краснодар) — учёный, доктор физико-математических наук, директор Института проблем механики имени А. Ю. Ишлинского РАН. Член-корреспондент РАН с 2022 года.

## Биография
- 1980—1986 — студент Московского физико-технического института, факультет молекулярной и химической физики.
- 1986—1989 — аспирант МФТИ.
- 1989 — Кандидат физико-математических наук;
  - тема диссертации: «Эволюция термиков в неоднородной сжимаемой атмосфере»[2].
- 2000 — доктор физико-математических наук;
  - тема диссертации: «Гидродинамика и горение газовых и двухфазных выбросов в открытой атмосфере».
- 2018 — директор Института проблем механики имени А. Ю. Ишлинского РАН.

## Научные интересы
- Численное моделирование многофазных и реагирующих течений
- Пожаробезопасность, анализ аварийных ситуаций, моделирование воздействия аварий на окружающую среду
- Образование, эволюция и горение облаков топлив в атмосфере
- Газодинамические эффекты аварий при взрывах сосудов высокого давления
- Тепловое излучение горящих топливных облаков и огненных шаров
- Осаждение, рассеяние и перенос загрязнений в атмосфере
- Ламинарное горение облаков распыленных жидких топлив
- Моделирование турбулентных реагирующих течений методом крупных вихрей (Large Eddy Simulations), прямое численное моделирование (DNS)
- Критические явления в тепловыделяющих пористых средах
- Тепломассообмен в задачах безопасности атомных реакторов

## Публикации
2020:
- С. Е. Якуш. Расчет ударных волн при взрыве резервуара высокого давления со сжиженным газом. Физика горения и взрыва, 2020, Т. 56, № 4, С. 83-92. DOI: 10.15372/FGV20200408
- S.E.Yakush. Calculation of shock waves in an explosion of a liquid gas pressure reservoir. Combustion, Explosion, and Shock Waves, 2020, V. 56, No. 4, P. 444—453. DOI: 10.1134/S0010508220040085
- S.A.Rashkovskii, S.E.Yakush. Numerical simulation of low-melting temperature solid fuel regression in hybrid rocket engines. Acta Astronautica, 2020. DOI: 10.1016/j.actaastro.2020.05.002
- С. А. Рашковский, Ю. М. Милёхин, А. В. Федорычев, С. Е. Якуш. Механизм стабилизации горения в канале заряда твердого топлива в прямоточном воздушно-реактивном двигателе. Доклады Академии наук, 2020, Т. 490, № 1, С. 51-56. DOI: 10.31857/S2686953520010136
- V.I.Melikhov, O.I.Melikhov, S.E.Yakush, T.C.Le. Evaluation of energy and impulse generated by superheated steam bubble collapse in subcooled water. Nuclear Engineering and Design, 2020, V. 366. DOI: 10.1016/j.nucengdes.2020.110753

2019:
- A.A.Kuleshov, E.E.Myshetskaya, S.E.Yakush. Simulation of forest fires based on a two-dimensional three-phase model Journal of Physics: Conference Series, 2019, V. 1336, 012002. DOI: 10.1088/1742-6596/1336/1/012002
- A. S. Iskhakov, V. I. Melikhov, O. I. Melikhov, S. E. Yakush, T. C. Le. Hugoniot analysis of experimental data on steam explosion in stratified melt-coolant configuration. Nuclear Engineering and Design, 2019, V. 347, P. 151—157. DOI: 10.1016/j.nucengdes.2019.04.004
- S.E.Yakush, P.Kudinov. On the Evaluation of Dryout Conditions for a Heat-Releasing Porous Bed in a Water Pool. International Journal of Heat and Mass Transfer, 2019, V. 134, P. 895—905. DOI: 10.1016/j.ijheatmasstransfer.2019.01.083
- M.M.Alexeev, O.Yu.Semenov, S.E.Yakush. Experimental Study on Cellular Premixed Propane Flames in a Narrow Gap between Parallel Plates. Combustion Science and Technology , 2019, V. 191, No. 7, P. 1256—1275. DOI: 10.1080/00102202.2018.1521394
- A.S.Iskhakov, V.I.Melikhov, O.I.Melikhov, S.E.Yakush.Steam generator tube rupture in lead-cooled fast reactors: Estimation of impact on neighboring tubes. Nuclear Engineering and Design, 2019, V. 341, P. 198—208. DOI: 10.1016/j.nucengdes.2018.11.001
- S.E.Yakush, A.N.Galybin, A.M.Polishchuk, S.A.Vlasov.Modeling of thermal gas treatment of low-permeability reservoirs of Bazhenov formation. In:Physical and Mathematical Modeling of Earth and Environment Processes (2018). Springer Proceedings in Earth and Environmental Sciences. Springer Cham, 2019, P. 380—394. DOI: 10.1007/978-3-030-11533-3_38
- A.M.Polishchuk, S.A.Vlasov, S.E.Yakush.Current status of oil recovery from Bazhenov formation: efficiency analysis of existing technologies and new approach. In:Physical and Mathematical Modeling of Earth and Environment Processes (2018). Springer Proceedings in Earth and Environmental Sciences. Springer Cham, 2019, P. 395—410. DOI: 10.1007/978-3-030-11533-3_39
- С. Е. Якуш, А. М. Полищук. Разработка Баженовской свиты: проблемы и подходы. Процессы в геосредах, 2019, Т. 4, № 22. С. 540—551.
- В. Е. Борисов, С. Е. Якуш. Численное моделирование распространения метанового пламени в зазоре между параллельными пластинами // Препринты ИПМ им. М. В. Келдыша. 2019. № 4. С. 1-21. ISSN 20712898 (Print), ISSN 20712901 (Online).

2018:
- S.E.Yakush, A.S.Iskhakov, V.I.Melikhov, O.I.Melikhov. Pressure Waves due to Rapid Evaporation of Water Droplet in Liquid Lead Coolant. Science and Technology of Nuclear Installations, 2018, V. 2018, Article ID 3087051, pp. 1–10. DOI: 10.1155/2018/3087051
- S.A.Rashkovskiy, S.E.Yakush, A.A.Baranov. Combustion stability in a solid-fuel ramjet engine. Journal of Physics: Conference Series, 2018, V. 1009, 012032. DOI: 10.1088/1742-6596/1009/1/012032 PDF]
- S. A. Vasilevskii, A. F. Kolesnikov, A. I. Bryzgalov, S. E. Yakush. Computation of inductively coupled air plasma flow in the torches. Journal of Physics: Conference Series, 2018, V. 1009, 012027. DOI: 10.1088/1742-6596/1009/1/012027 PDF]

2017:
- S.A.Rashkovskiy, S.E.Yakush, A.A.Baranov. Stabilization of solid fuel combustion in a ramjet engine. Journal of Physics: Conference Series, 2017, V. 815(1), 012008. DOI: 10.1088/1742-6596/815/1/012008
- С. А. Рашковский, С. Е. Якуш, А. А. Баранов. Моделирование твердотопливного прямоточного воздушно-реактивного двигателя со стабилизатором горения // Горение и взрыв, 2017, Т. 10, № 2, С. 79-84.
- S.A.Rashkovskiy, S.E.Yakush, A.A.Baranov. Combustion Stabilization in a Solid-fuel Ramjet. // Proc. 8th European Combustion Meeting, 18-21 April 2017, Dubrovnik, Croatia, pp. 2067–2072, ISBN 978-953-59504-1-7.
- S.A.Rashkovskiy, S.E.Yakush, A.A.Baranov. Numerical Simulation of Solid-fuel Ramjet Combustor with a Flame Holder. // Proc. 7th European Conference for Aeronautics and Space Sciences (EUCASS), Italy, Milan, 3-6 Sept 2017. 11 pp. DOI: 10.13009/EUCASS2017-106
- M.Alexeev, V.Borisov, O.Semenov, S.Yakush. Instability of Laminar Flame Propagation in a Narrow Gap between Parallel Plates. // Proc. 8th European Combustion Meeting, 18-21 April 2017, Dubrovnik, Croatia, pp. 2034–2039, ISBN 978-953-59504-1-7.
- A.A.Kuleshov, E.E.Myshetskaya, S.E.Yakush. Numerical Simulation of Forest Fire Propagation Based on Modified Two-Dimensional Model. // Mathematical Models and Computer Simulations, 2017, V. 9, No. 4, p. 437—447. DOI: 10.1134/S207004821704007X
- А. А. Кулешов, Е. Е. Мышецкая, С. Е. Якуш. Двумерная трехфазная математическая модель лесных пожаров // Препринты ИПМ им. М. В. Келдыша. 2017. № 92. С. 1-12. ISSN 20712898 (Print), ISSN 20712901 (Online).

2016:
- S.E.Yakush. Model for blast waves of Boiling Liquid Expanding Vapor Explosions. International Journal of Heat and Mass Transfer, 2016, V. 103, pp. 173–185. DOI: 10.1016/j.ijheatmasstransfer.2016.07.048
- A.Konovalenko, S. Basso, P. Kudinov, S.E.Yakush. Experimental investigation of particulate debris spreading in a pool. Nuclear Engineering and Design, 2016, V. 297, pp. 208–219. DOI: 10.1016/j.nucengdes.2015.11.039
- S. Basso, A. Konovalenko, S. E. Yakush and P. Kudinov. The Effect of Self-Leveling on Debris Bed Coolability Under Severe Accident Conditions. Nuclear Engineering and Design, 2016, V. 305, pp. 246–259. DOI: 10.1016/j.nucengdes.2016.05.020
- А. А. Кулешов, Е. Е. Мышецкая, С. Е. Якуш. Моделирование распространения лесных пожаров на основе модифицированной двумерной модели. // Математическое моделирование, 2016, Т. 28, № 12, С. 20-32.
- В. И. Дарищев, В. И. Кокорев, А. М. Полищук, О. В. Чубанов, С. Е. Якуш. Моделирование фильтрационных процессов при циклической эксплуатации нефтяной скважины. // Математическое моделирование, 2016, Т. 28, № 5, С. 69-80.
- V.I. Darishchev, V.I. Kokorev, A. M. Polishchuk, O. V. Chubanov, S. E. Yakush. Modeling of filtration processes during the cyclic operation of an oil production well. // Mathematical Models and Computer Simulations, 2016, V. 8, No. 6, p. 725—733. DOI: 10.1134/S2070048216060077
- С. А. Рашковский, С. Е. Якуш. Моделирование ударно-волнового воздействия приповерхностных микровзрывов // Вопросы Оборонной Техники. Серия 16: Технические средства противодействия терроризму, 2016, № 1-2, С. 17-24.

2015:
- S. E. Yakush, A. Konovalenko, S. Basso, P. Kudinov. Effect of Particle Spreading on Coolability of Ex-vessel Debris Bed. // 16th International Topical Meeting on Nuclear Reactor Thermal Hydraulics (NURETH-16), Chicago, USA, August 30-September 4, 2015, paper NURETH-16-14112, 13 pp.
- A. Konovalenko, S. Basso, P. Kudinov, S. E. Yakush. Experiments and Modeling of Particulate Debris Spreading in a Pool. // 16th International Topical Meeting on Nuclear Reactor Thermal Hydraulics (NURETH-16), Chicago, USA, August 30-September 4, 2015, paper NURETH-16-14221, 20 pp.
- С. Е. Якуш. Моделирование физико-химических явления при промышленных авариях и пожарах. — В сб.: Актуальные проблемы механики. 50 лет Институту проблем механики им. А. Ю. Ишлинского РАН. М., Наука, 2015, ISBN 978-5-02-039181-9. С. 223—235.
- С. Е. Якуш. Критические условия водяного охлаждения тепловыделяющих пористых сред // Фундаментальные исследования, 2015, № 12 (вып. 6), С. 1163—1167.
- С. Е. Якуш. Модель физических взрывов при вскипании перегретой жидкости // ХI Всероссийский съезд по фундаментальным проблемам теоретической и прикладной механики, 2015, ISBN 978-5-00019-492-8, стр. 4333-4335.
- В. Е. Борисов, С. Е. Якуш. Применение адаптивных иерархических сеток для расчета течений реагирующих газов // Физико-химическая кинетика в газовой динамике. ISSN 19916396. 2015. Т.16, вып. 2.
- В. Е. Борисов, А. А. Кулешов, Е. Б. Савенков, С. Е. Якуш. Программный комплекс TCS 3D: математическая модель // Препринты ИПМ им. М. В. Келдыша. 2015. № 6. С. 1-20. ISSN 20712898 (Print), ISSN 20712901 (Online).
- В. Е. Борисов, А. А. Кулешов, Е. Б. Савенков, С. Е. Якуш. Программный комплекс TCS 3D: вычислительная модель // Препринты ИПМ им. М. В. Келдыша. 2015. № 110. С. 1-20. ISSN 20712898 (Print), ISSN 20712901 (Online).
- S.E.Yakush, N.T.Lubchenko, P.Kudinov. Development and Application of Surrogate Model for Assessment of Ex-Vessel Debris Bed Dryout Probability // International Congress on Advances in Nuclear Power Plants, Nice, France, May 03-06, 2015, Paper 15157, 9 pp.

2014:
- S. E. Yakush, P. Kudinov. A Model for Prediction of Maximum Post-Dryout Temperature in Decay-Heated Debris Bed // Proc. 22nd International Conference on Nuclear Engineering ICONE22 July 7-11, 2014, Prague, Czech Republic. Paper ICONE22-31214, 11 pp. DOI: 10.1115/ICONE22-31214
- S. E. Yakush, W. Villanueva, S. Basso, P. Kudinov, Simulation of In-vessel Debris Bed Coolability and Remelting // The 10th International Topical Meeting on Nuclear Thermal-Hydraulics, Operation and Safety (NUTHOS-10), Okinawa, Japan, December 14-18, Paper 1281, 12 pp. 2014.
- P. Kudinov, S. Galushin, S. Yakush, W. Villanueva, Viet-Anh Phung, D. Grishchenko, N. Dinh. A framework for assessment of severe accident management effectiveness in Nordic BWR plants. // Probabilistic Safety Assessment and Management, PSAM 12, June 2014, Honolulu, Hawaii, paper No. 154, 19 pp.

2013:
- S.E.Yakush, P.Kudinov, N.T.Lubchenko. Coolability of heat-releasing debris bed. Part 1: Sensitivity analysis and model calibration. Annals of Nuclear Energy, 2013, Vol. 52, pp. 59–71. DOI: 10.1016/j.anucene.2012.06.024
- S.E.Yakush, P.Kudinov, N.T.Lubchenko. Coolability of heat-releasing debris bed. Part 2: Uncertainty of dryout heat flux. Annals of Nuclear Energy, 2013, Vol. 52, pp. 72–79. DOI: 10.1016/j.anucene.2012.10.012
- S. E. Yakush, Ya. V. Nevmerzhitskiy. Cumulation of shock and detonation waves in a conical cavity // Proc. 8th Mediterranean Combustion Symposium (MCS8-2013), Cesme, Izmir, Turkey, September 8-13, 2013, 12 pp.
- Н. Т. Лубченко, С. Е. Якуш. Моделирование двухфазных течений в слое тепловыделяющих частиц и анализ неопределенности критического теплового потока// Физико-химическая кинетика в газовой динамике. ISSN 19916396. 2013. Т.14, вып. 2.

2012:
- S.E.Yakush. Expansion of high-pressure superheated liquids: multiphase flows and shock effects // Proc. Int. Symp. Turbulence Heat and Mass Transfer THMT-12, Bergel House Inc., 2012, pp. 937–940, ISBN 978-1-56700-301-7.
- Yakush S. E. Uncertainty of tenability times in multiroom building fires // Combustion Science and Technology, 2012, Vol. 184, Issue 7-8, pp. 1080–1092. DOI: 10.1080/00102202.2012.663998
- Блинков В. Н., Мелихов В. И., Мелихов О. И., Парфенов Ю. В., Никонов С. М., Елкин И. В., Трубкин Е. И., Якуш C.Е. Расчетно-экспериментальное исследование напорно-расходной характеристики эжектора для системы аварийного охлаждения активной зоны АЭС с ВВЭР // Фундаментальные исследования, 2012, № 11 (часть 5), стр. 1172—1175.
- S.E.Yakush, N.T.Lubchenko, P.Kudinov. Risk-informed approach to debris bed coolability issue // 20th Int. Conference on Nuclear Engineering and ASME 2012 Power Conference, July 30th-August 3rd 2012, Anaheim, USA, paper ICONE20POWER2012-55186, 13 pp.

2011:
- Melikhov V., Melikhov O., Yakush S., Rtishchev N. Validation of Fuel-Coolant Interaction Model for Severe Accident Simulations // Science and Technology of Nuclear Installations, Vol. 2011, Article ID 560157, 11 pages, 2011. DOI: 10.1155/2011/560157
- S.E.Yakush, P. Kudinov, N.T.Lubchenko. Sensitivity and uncertainty analysis of debris bed coolability. 14th International Topical Meeting on Nuclear Reactor Thermal Hydraulics (NURETH-14), Toronto, 2011, CD-ROM, paper N14-318, 17 pp. ISBN 978-1-926773-05-6.
- А. А. Кулешов, Е. Е. Мышецкая, С. Е. Якуш. Двумерные двухфазные математические модели лесных пожаров. // Вестник МЭИ, 2011, № 6, С. 159—166.
- С. Е. Якуш, Н. Т. Лубченко. Численное моделирование охлаждения тепловыделяющего пористого слоя и анализ неопределенности критического теплового потока. // Вестник Нижегородского университета им. Н. И. Лобачевского, 2011, № 4(5), стр. 2638—2640.
- G.M.Makhviladze, S.E.Yakush. Transient combustion of gaseous and liquid fuels in underventilated enclosures. — В сб.: Космический вызов XXI века. Т. 4: Химическая и радиационная физика. Под ред. И. Г. Ассовского, А. А. Берлина, Г. Б. Манелиса, А. Г. Мержанова. Торус Пресс, Москва, 2011, с. 198—203, ISBN 978-5-94588-108-2.
- S.E.Yakush, P. Kudinov. Effects of water pool subcooling on the debris bed spreading by coolant flow. // Int. Congress on Advances in Nuclear Power Plants (ICAPP), Nice, France, May 2-5, 2011, paper 11416, pp. 1239–1251.

2010:
- С. Е. Якуш, Г. М. Махвиладзе. Количественный критерий классификации аварийных газовых выбросов // Пожаровзрывобезопасность, 2010, Т. 19, № 2, С. 34-39.
- А. А. Кулешов, Н. М. Идальго Диас, Г. М. Махвиладзе, С. Е. Якуш. Моделирование техногенных аварий со сжиженными токсическими и горючими газами. // Математическое моделирование, 2010, т.22, № 4, С.129-146.
- S.E. Yakush. Sensitivity Analysis of Zone Model for Smoke Movement in Multiroom Buildings // Combustion and Fire Dynamics: International Congress, ed. by Jorge A. Capote, Daniel Alvear — Santander: Universidad de Cantabria, GIDAI, 2010, P. 463—473. ISBN 978-84-86116-23-1.

2009:
- С. Е. Якуш, Р. К. Эсманский. Анализ пожарных рисков. Часть I: Подходы и методы // Проблемы анализа риска, 2009, Т. 6, № 3, с. 8-27.
- С. Е. Якуш, Р. К. Эсманский. Анализ пожарных рисков. Часть II: Проблемы применения // Проблемы анализа риска, 2009, Т. 6, № 4, с. 26 46.

2008:
- S. E. Yakush, P. Kudinov, T.-N. Dinh. Modeling of two-phase natural convection flows in a water pool with a decay-heated debris bed. Proc. Int. Congress on Advances in Nuclear Power Plants (ICAPP-2008), Anaheim, CA USA, 2008, paper 8409, 12 pp.
- G. Makhviladze, A. Chamchine, P.Oleszczak, S. Yakush. Transient Flame Behaviour in Underventilated Fires. Proc. International Symposium on Safety Science and Technology 2008 (2008ISSST), paper 2533, 11 pp.
- G. M. Makhviladze, S. E. Yakush, A.P. Zykov, O. P. Korobeinichev, I. V. Rybitskaya, A. G. Shmakov. Numeric modeling of fire suppression by organophosphorous inhibitors. Proc. 6th International Seminar on Flame Structure (ISFS6), Brussels, Belgium, Sept. 14 17 2008 (CD-ROM).

2007:
- V.I.Melikhov, O.I.Melikhov, S.E.Yakush. Analysis of large-scale fuel-coolant interaction experiments by VAPEX code. High Temperature, 2007, V. 45, No. 3, pp. 565–574.
- V.I.Melikhov, O.I.Melikhov, S.E.Yakush, V. F. Strizhov, A. E. Kiselev, G. V. Kobelev. Modelling of interaction of high-temperature corium melt with coolant. Energetics (RAS), 2007, No.6, pp. 11–28.
- V.I.Melikhov, O.I.Melikhov, S.E.Yakush. Analysis of the temperature regime of a filtration unit. J. Appl. Mechanics Tech. Physics, 2007, No. 6, p. 92-102.

2006:
- Г. М. Махвиладзе, А. В. Шамшин, С. Е. Якуш, А. П. Зыков. Экспериментальное и численное исследование нестационарных явлений при пожарах в помещении // Физика горения и взрыва, 2006,Т. 42, № 6, С. 112—120.

2005:
- G. M. Makhviladze, S. E. Yakush. Modelling of Formation and Combustion of Accidentally Released Fuel Clouds. Process Safety and Envir. Protect., 2005, v. 83, pt. B2, pp. 171–177.
- S.E.Yakush, G.M. Makhviladze. Large Eddy Simulation of hydrocarbon fireballs. European Combustion Meeting, 2005, Louvain-la-Neuve, CD-ROM, paper 127, 6 pp.
- A. P. Zykov, S. E. Yakush, G. M. Makhviladze. Flame exhaust in compartment fires. European Combustion Meeting, 2005, Louvain-la-Neuve, CD-ROM, paper 217, 6 pp.
- G. M. Makhviladze, S. E. Yakush, A. P. Zykov. Numerical modelling of transient compartment fires. 5th Int. Seminar on Flame Structure, Novosibirsk, July 6-12, 2005, 8 pp.
- В. И. Мелихов, О. И. Мелихов, А. В. Петросян, С. Е. Якуш. Численное моделирование перемешивания потоков с разной концентрацией бора кодом REMIX. Изв. Вузов. Ядерная Энергетика, 2005, № 3, pp. 47–59.

2004:
- Melikhov V. I., Melikhov O. I., Sokolin A. V. Analysis of fuel-coolant Interaction by VAPEX code. Proc. of Int. Conf. «Nuclear Energy for New Europe 2004», Portoroz, Slovenia, September 6-9, 2004, No 406, pp. 1–8 (on CD).
- А. П. Зыков, С. Е. Якуш. Численное моделирование пожаров в помещениях. 5-й Международный Минский форум по тепломассообмену, Минск, 2004
- G. M. Makhviladze, S. E. Yakush. Accidental fuel releases into the atmosphere. Proceedings of International Conference on Combustion and Detonation. Zel’dovich Memorial II (Moscow, 2004), paper OP33
- G. M. Makhviladze, S. E. Yakush. Modelling of Formation and Combustion of Accidentally Released Fuel Clouds. Hazards XVIII: Process safety — sharing best practice. IChemE Symp. Series, 2004, v. 150, paper 106, 12 pp.

2003:
- В. М. Гремячкин, С. А. Рашковский, С. Е. Якуш, Ю. А. Апакидзе, А. В. Бобович, Г. Ф. Король. Образование газовой каверны при вдуве горячих газов в затопленное пространство. Препринт ИПМ РАН № 729, Москва, 2003, 64 с.
- G. M. Makhviladze and S. E. Yakush. Large-scale unconfined fires and explosions. Invited Paper for a special memorial session devoted to the September 11th fire, 29th Symposium (Int.) on Combustion, Proceedings of the Combust. Institute, 2003, v. 29, pp. 195–210.
- G. M. Makhviladze and S. E. Yakush. Blast waves and fireballs from bursts of vessels with pressure-liquefied hydrocarbons. 29th Symposium (Int.) on Combustion, Proceedings of the Combust. Institute, 2003, v. 29, pp. 313–320.

2002:
- G. M. Makhviladze and S. E. Yakush. Modelling of fires following bursts of pressurized fuel tanks. Fire Safety Science — Proc. of the 7th Int. Symp. D. Evans (Ed.), Int Association for Fire Safety Science, 2002, pp. 643–654.

2001:
- G. M. Makhviladze and S. E. Yakush. Release and combustion of unconfined vapour-droplet clouds. Fire and Explosion Hazards, Proceedings of the 3rd Int. Seminar, Preston, UCLan, 2001, pp. 579–589.

2000:
- G. M. Makhviladze and S. E. Yakush. Combustion of unconfined hydrocarbon vapour-droplet clouds. Proceedings of the Combust. Institute, 2000, v. 28, pp. 2851–2858.
- G. M. Makhviladze, S. E. Yakush. Modelling of fireballs from burning of hydrocarbon fuel releases. XII Symp. On Combustion and Explosion, 11-15 Sept. 2000, Chernogolovka, pt. II, pp. 95–97.

1999:
- B. V. Librovich, G. M. Makhviladze, J. P. Roberts, S. E. Yakush. Numerical analysis of laminar combustion of fuel gas clouds. Combustion and Flame, 1999, v. 118, pp. 669–683. DOI: 10.1016/S0010-2180(99)00054-1
- G. M. Makhviladze, J. P. Roberts, S. E. Yakush. Combustion of two-phase hydrocarbon fuel clouds released into the atmosphere. Combustion and Flame, 1999, v. 118, No. 4, pp. 583–605. DOI: 10.1016/S0010-2180(99)00026-7
- G. M. Makhviladze, J. P. Roberts, and S. E. Yakush. Modelling and scaling of fireballs from single- and two-phase hydrocarbon releases. Fire Safety Science — Proceedings of the 6th Int. Symp., IAFSS, 1999, pp. 1125–1136.
- Г. М. Махвиладзе, Дж. П. Робертс, С. Е. Якуш. Огненный шар при горении выбросов углеводородного топлива. I: Структура и динамика подъёма // Физика горения и взрыва, 1999, Т. 35, № 3, с. 7-19.
- Г. М. Махвиладзе, Дж. П. Робертс, С. Е. Якуш. Огненный шар при горении выбросов углеводородного топлива. II: Тепловое излучение // Физика горения и взрыва, 1999, Т. 35, № 4, с. 12-23.

1995—1998:
- G. M. Makhviladze, J. P. Roberts, S. E. Yakush. Numerical modelling of fireballs from vertical releases of fuel gases. Combust. Sci. and Tech., 1998, v. 132, No. 1-6, pp. 199–223.
- G. M. Makhviladze, J. P. Roberts, S. E. Yakush. Modelling the fireballs from methane releases. In: Y. Hasemi (Ed.) Fire Safety Science — Proceedings of the 5th Int. Symp., IAFSS, 1997, pp. 213–224.
- Г. М. Махвиладзе, Дж. П. Робертс, С. Е. Якуш. Образование и горение газовых облаков при аварийных выбросах в атмосферу. Физика горения и взрыва, 1997, Т. 33, № 2, с. 23-38.
- G. M. Makhviladze, J. P. Roberts, S. E. Yakush. Burning regimes for the finite-duration releases of fuel gases. Twenty Sixth Int. Symp. on Combustion, Naples, Italy, Jul 28-Aug 2, 1996. The Combustion Institute, Pittsburgh, PA, USA, 1996, v. 1, pp. 1549–1555.

## Научная и общественная деятельность

### Участие в редколлегии журналов
- с 1 марта 2019 — «Прикладная математика и механика»
- с 1 января 2019 — «Процессы в геосредах» // издательство ООО «Кватернион» (Москва)[3]
- с 15 декабря 2017 «Пожаровзрывобезопасность»

### Участие в программных комитетах конференций
- 15-16 ноября 2018 — Научные слушания, посвященные 110-летию со дня рождения С. А. Христиановича «Современные проблемы механики и математики». // Председатель организационного комитета // Москва, Россия